# Pourquoi pas !
Pour les articles homonymes, voir Pourquoi pas.
Pour plus de détails, voir Fiche technique et Distribution.
Pourquoi pas ! est un film français de Coline Serreau, sorti en 1977.

## Synopsis
Alexa, Fernand et Louis partagent un pavillon dans la banlieue parisienne. Fernand s’occupe de la maison, Louis joue et compose de la musique, Alexa gagne l’argent de ce ménage à trois qui vit dans le bonheur de la tolérance. Louis et Alexa consolent Fernand qui souffre d’être séparé de ses enfants, Louis s’est dégagé de sa relation névrotique à sa mère grâce à ses amis, et Alexa a surmonté, avec Fernand et Louis, la déception de son précédent mariage. Mais Fernand rencontre un jour la belle Sylvie, et ce complexe équilibre est soudain menacé.

## Fiche technique
- Titre original : Pourquoi pas !
- Scénario et dialogues : Coline Serreau
- Assistant-réalisation : Patrick Dewolf et Roch Stéphanik
- Décors : Denis Martin-Sisteron
- Photographie : Jean-François Robin
- Son : Alain Lachassagne
- Montage : Sophie Tatischeff, Joëlle Hache
- Musique : Jean-Pierre Mas
- Production : Michèle Dimitri
- Sociétés de production : Dimage (France), SND (France)
- Sociétés de distribution : SND (France), Scala (France)
- Pays de production :  France
- Langue de tournage : français
- Intérieurs : Studios de Billancourt (Hauts-de-Seine)
- Format : 35 mm — couleur par Eastmancolor — 1.66:1 — son monophonique
- Genre : comédie dramatique
- Durée : 97 minutes
- Dates de sortie : 
  - France : 21 décembre 1977
  - États-Unis : 23 juillet 1979
- (fr) Classifications CNC : interdit -12 ans, Art et Essai (visa d'exploitation no 47534 délivré le 23 décembre 1977)

## Distribution
Sauf indication contraire, les informations mentionnées dans cette section peuvent être confirmées par la base de données cinématographiques IMDb,  présente dans la section « Liens externes ».
- Sami Frey : Fernand Bulard
- Christine Murillo : Alexa, dite Alex
- Mario Gonzalez : Louis
- Nicole Jamet : Sylvie
- Michel Aumont : l’inspecteur Bricat
- Mathé Souverbie : la mère de Sylvie
- Alain Salomon : Roger, le mari d'Alexa
- Jacques Rispal : le père de Louis
- Florence Brière	: la patiente d'Alex
- Louise Chevalier : la mère de Louis
- Bernard Crombey : le collègue de Roger
- Denise Dax
- Dorothy Marchini : l'Américaine
- André Marcon : le nouveau mari de l'ex de Fernand
- Geneviève Mnich : l'ex-femme de Fernand
- Guylène Péan : l'employée
- Xavier Saint-Macary : Paul, le play-boy, ancien amant de Sylvie
- Marie-Thérèse Saussure : Madame Picaud, la propriétaire
- Nicolas Serreau : le serveur dans la boîte
- Coline Serreau : la trapéziste
- Le trio de jazz : 
  - Daniel Humair : batterie
  - Jean-Pierre Mas : piano (rôle de Louis)
  - Gus Nemeth : basse

## Distinctions

### Récompenses
- Prix Georges-Sadoul 1977[1]
- Festival international de Valladolid 1978 : prix Épi d'Or à Coline Serreau

### Nomination
- Festival international du film de Chicago 1978 : Coline Serreau nommée pour le prix Gold Hugo